# Trisopsis nandedensis
Trisopsis nandedensis är en tvåvingeart som beskrevs av Deshpande 1985. Trisopsis nandedensis ingår i släktet Trisopsis och familjen gallmyggor. Inga underarter finns listade i Catalogue of Life.